# ATP Delray Beach
Das ATP-Turnier von Delray Beach (offiziell Delray Beach Open) ist ein US-amerikanisches Herren-Tennisturnier, das jährlich im Freien auf Hartplatz gespielt wird. Es findet jährlich im Februar statt und gehört zur ATP Tour 250, der niedrigsten Kategorie innerhalb der ATP Tour.

## Geschichte
Die Erstausgabe fand 1993 in Coral Springs, Florida, statt. 1999 wechselte das Turnier nach Delray Beach ins Delray Beach Tennis Center. Im ersten Jahr wurde auch hier, wie in Coral Springs, noch auf Sandplätzen gespielt; in der Saison 2000 wechselte man auf Hartplätze.
Parallel finden Turniere in Marseille, Doha und Rio de Janeiro statt. Letzteres davon gehört zur höher dotierten ATP Tour 500.

## Siegerliste
Taylor Fritz ist als zweimaliger Sieger zusammen mit Jan-Michael Gambill, Jason Stoltenberg, Xavier Malisse und Ernests Gulbis Rekordtitelträger.

### Einzel
| Ort           | Jahr | Sieger                  | Finalgegner                 | Finalergebnis   |
| ------------- | ---- | ----------------------- | --------------------------- | --------------- |
| Delray Beach  | 2025 | Miomir Kecmanović       | Alejandro Davidovich Fokina | 3:6, 6:1, 7:5   |
| Delray Beach  | 2024 | Taylor Fritz (2)        | Tommy Paul                  | 6:2, 6:3        |
| Delray Beach  | 2023 | Taylor Fritz (1)        | Miomir Kecmanović           | 6:0, 5:7, 6:2   |
| Delray Beach  | 2022 | Cameron Norrie          | Reilly Opelka               | 7:61, 7:64      |
| Delray Beach  | 2021 | Hubert Hurkacz          | Sebastian Korda             | 6:3, 6:3        |
| Delray Beach  | 2020 | Reilly Opelka           | Yoshihito Nishioka          | 7:5, 6:74, 6:2  |
| Delray Beach  | 2019 | Radu Albot              | Daniel Evans                | 3:6, 6:3, 7:67  |
| Delray Beach  | 2018 | Frances Tiafoe          | Peter Gojowczyk             | 6:1, 6:4        |
| Delray Beach  | 2017 | Jack Sock               | Milos Raonic                | kampflos        |
| Delray Beach  | 2016 | Sam Querrey             | Rajeev Ram                  | 6:4, 7:66       |
| Delray Beach  | 2015 | Ivo Karlović            | Donald Young                | 6:3, 6:3        |
| Delray Beach  | 2014 | Marin Čilić             | Kevin Anderson              | 7:66, 6:77, 6:4 |
| Delray Beach  | 2013 | Ernests Gulbis (2)      | Édouard Roger-Vasselin      | 7:63, 6:3       |
| Delray Beach  | 2012 | Kevin Anderson          | Marinko Matosevic           | 6:4, 7:62       |
| Delray Beach  | 2011 | Juan Martín del Potro   | Janko Tipsarević            | 6:4, 6:4        |
| Delray Beach  | 2010 | Ernests Gulbis (1)      | Ivo Karlović                | 6:2, 6:3        |
| Delray Beach  | 2009 | Mardy Fish              | Jewgeni Koroljow            | 7:5, 6:3        |
| Delray Beach  | 2008 | Kei Nishikori           | James Blake                 | 3:6, 6:1, 6:4   |
| Delray Beach  | 2007 | Xavier Malisse (2)      | James Blake                 | 5:7, 6:4, 6:4   |
| Delray Beach  | 2006 | Tommy Haas              | Xavier Malisse              | 6:3, 3:6, 7:65  |
| Delray Beach  | 2005 | Xavier Malisse (1)      | Jiří Novák                  | 7:66, 6:2       |
| Delray Beach  | 2004 | Ricardo Mello           | Vincent Spadea              | 7:62, 6:3       |
| Delray Beach  | 2003 | Jan-Michael Gambill (2) | Mardy Fish                  | 6:0, 7:65       |
| Delray Beach  | 2002 | Davide Sanguinetti      | Andy Roddick                | 6:4, 4:6, 6:4   |
| Delray Beach  | 2001 | Jan-Michael Gambill (1) | Xavier Malisse              | 7:5, 6:4        |
| Delray Beach  | 2000 | Stefan Koubek           | Álex Calatrava              | 6:1, 4:6, 6:4   |
| Delray Beach  | 1999 | Lleyton Hewitt          | Xavier Malisse              | :4, 6:72, 6:1   |
| Coral Springs | 1998 | Andrew Ilie             | Davide Sanguinetti          | 7:5, 6:4        |
| Coral Springs | 1997 | Jason Stoltenberg (2)   | Jonas Björkman              | 6:0, 2:6, 7:5   |
| Coral Springs | 1996 | Jason Stoltenberg (1)   | Chris Woodruff              | 7:64, 2:6, 7:5  |
| Coral Springs | 1995 | Todd Woodbridge         | Greg Rusedski               | 6:4, 6:2        |
| Coral Springs | 1994 | Luiz Mattar             | Jamie Morgan                | 6:4, 3:6, 6:3   |
| Coral Springs | 1993 | Todd Martin             | David Wheaton               | 6:3, 6:4        |

### Doppel
| Ort           | Jahr | Sieger                                    | Finalgegner                               | Finalergebnis      |
| ------------- | ---- | ----------------------------------------- | ----------------------------------------- | ------------------ |
| Delray Beach  | 2025 | Miomir Kecmanović Brandon Nakashima       | Christian Harrison Evan King              | 7:63, 1:6, [10:3]  |
| Delray Beach  | 2024 | Julian Cash Robert Galloway               | Santiago González Neal Skupski            | 5:7, 7:5, [10:2]   |
| Delray Beach  | 2023 | Marcelo Arévalo (2) Jean-Julien Rojer (2) | Rinky Hijikata Reese Stalder              | 6:3, 6:4           |
| Delray Beach  | 2022 | Marcelo Arévalo (1) Jean-Julien Rojer (1) | Alexander Nedowessow Aisam-ul-Haq Qureshi | 6:2, 6:75, [10:4]  |
| Delray Beach  | 2021 | Ariel Behar Gonzalo Escobar               | Christian Harrison Ryan Harrison          | 6:75, 7:64, [10:4] |
| Delray Beach  | 2020 | Bob Bryan (6) Mike Bryan (6)              | Luke Bambridge Ben McLachlan              | 3:6, 7:5, [10:5]   |
| Delray Beach  | 2019 | Bob Bryan (5) Mike Bryan (5)              | Ken Skupski Neal Skupski                  | 7:65, 6:4          |
| Delray Beach  | 2018 | Jack Sock (2) Jackson Withrow             | Nicholas Monroe John-Patrick Smith        | 4:6, 6:4, [10:8]   |
| Delray Beach  | 2017 | Raven Klaasen Rajeev Ram (2)              | Treat Huey Maks Mirny                     | 7:5, 7:5           |
| Delray Beach  | 2016 | Oliver Marach Fabrice Martin              | Bob Bryan Mike Bryan                      | 3:6, 7:67, [13:11] |
| Delray Beach  | 2015 | Bob Bryan (4) Mike Bryan (4)              | Raven Klaasen Leander Paes                | 6:3, 3:6, [10:6]   |
| Delray Beach  | 2014 | Bob Bryan (3) Mike Bryan (3)              | František Čermák Michail Jelgin           | 6:2, 6:3           |
| Delray Beach  | 2013 | James Blake Jack Sock (1)                 | Maks Mirny Horia Tecău                    | 6:4, 6:4           |
| Delray Beach  | 2012 | Colin Fleming Ross Hutchins               | Michal Mertiňák André Sá                  | 2:6, 7:65, [15:13] |
| Delray Beach  | 2011 | Scott Lipsky Rajeev Ram (1)               | Christopher Kas Alexander Peya            | 4:6, 6:4, [10:3]   |
| Delray Beach  | 2010 | Bob Bryan (2) Mike Bryan (2)              | Philipp Marx Igor Zelenay                 | 6:3, 7:63          |
| Delray Beach  | 2009 | Bob Bryan (1) Mike Bryan (1)              | Marcelo Melo André Sá                     | 6:4, 6:4           |
| Delray Beach  | 2008 | Maks Mirny (2) Jamie Murray               | Bob Bryan Mike Bryan                      | 6:4, 3:6, [10:6]   |
| Delray Beach  | 2007 | Xavier Malisse Hugo Armando               | James Auckland Stephen Huss               | 6:3, 6:74, [10:5]  |
| Delray Beach  | 2006 | Mark Knowles Daniel Nestor                | Chris Haggard Wesley Moodie               | 6:2, 6:3           |
| Delray Beach  | 2005 | Simon Aspelin Todd Perry                  | Jordan Kerr Jim Thomas                    | 6:3, 6:3           |
| Delray Beach  | 2004 | Leander Paes (2) Radek Štěpánek           | Gastón Etlis Martín Rodríguez             | 6:0, 6:3           |
| Delray Beach  | 2003 | Leander Paes (1) Nenad Zimonjić (3)       | Raemon Sluiter Martin Verkerk             | 7:5, 3:6, 7:5      |
| Delray Beach  | 2002 | Martin Damm Cyril Suk                     | David Adams Ben Ellwood                   | 6:4, 6:75, [10:5]  |
| Delray Beach  | 2001 | Jan-Michael Gambill Andy Roddick          | Thomas Shimada Myles Wakefield            | 6:3, 6:4           |
| Delray Beach  | 2000 | Brian MacPhie Nenad Zimonjić (2)          | Joshua Eagle Andrew Florent               | 7:5, 6:4           |
| Delray Beach  | 1999 | Maks Mirny (1) Nenad Zimonjić (1)         | Doug Flach Brian MacPhie                  | 7:63, 3:6, 6:3     |
| Coral Springs | 1998 | Grant Stafford Kevin Ullyett              | Mark Merklein Vincent Spadea              | 7:5, 6:4           |
| Coral Springs | 1997 | Dave Randall Greg Van Emburgh             | Luke Jensen Murphy Jensen                 | 6:7, 6:2, 7:6      |
| Coral Springs | 1996 | Todd Woodbridge (2) Mark Woodforde (2)    | Ivan Baron Brett Hansen-Dent              | 6:3, 6:3           |
| Coral Springs | 1995 | Todd Woodbridge (1) Mark Woodforde (1)    | Sergio Casal Emilio Sánchez Vicario       | 6:3, 6:1           |
| Coral Springs | 1994 | Lan Bale Brett Steven                     | Ken Flach Stéphane Simian                 | 6:3, 7:5           |
| Coral Springs | 1993 | Patrick McEnroe Jonathan Stark            | Paul Annacone Doug Flach                  | 6:4, 6:3           |